# Le Plessis-Luzarches
Le Plessis-Luzarches egy község Franciaországban. Lakosainak száma 140 fő (2022. január 1.).

## Földrajza
Le Plessis-Luzarches Bellefontaine, Lassy és Jagny-sous-Bois községekkel határos.